# Меерсон, Дарий Львович
Да́рий Льво́вич Меерсон (4 января 1880, Кишинёв, Бессарабская губерния — 22 декабря 1958, Одесса) — русский и советский врач-фтизиатр, пульмонолог, организатор здравоохранения и учёный-медик, один из основателей советской фтизиатрии. Доктор медицинских наук, профессор, заслуженный деятель науки Украинской ССР.

## Биография
Родился 23 декабря (по старому стилю) 1879 года в Кишинёве, был старшим ребёнком в многодетной семье Лейви-Ицека (Лейви-Ицхока) Вольфовича Меерзона (1857—?) и Ривки Ицековны Меерзон (урождённой Коган). После окончания 2-й Кишинёвской гимназии в 1900 году поступил на естественное отделение физико-математического факультета Императорского Новороссийского университета в Одессе. В студенческие годы принимал участие в революционном движении (социал-демократ, после II съезда РСДРП примкнул к большевикам), входил в состав исполнительного комитета Южнорусского союза революционной социал-демократии, а также в руководство искровского комитета РСДРП(б), был членом Южного бюро ЦК РСДРП(б), участвовал в издании газеты «Студент» (партийные клички «Дарий», «Дарья», «Максим», «Александр Васильевич»). От имени одесских большевиков вместе с Л. Б. Красиным и П. Г. Смидовичем подписал мандат В. И. Ленину на III съезде партии.
В 1904 году окончил физико-математический факультет Новороссийского университета с дипломом I степени и поступил на медицинский факультет Императорского Юрьевского университета. Был председателем Коалиционного совета революционного студенчества. В 1905 году — член первого Совета рабочих депутатов и его исполкома, затем Одесского комитета РСДРП (руководил интеллигентской секцией), с 13 августа (31 июля) находился в Санкт-Петербурге. В 1907 году отошёл от партийной деятельности. В 1908 году работал преподавателем в частной женской восьмиклассной гимназии В. И. Голдин (Абезгауз) в Одессе. Получив звание лекаря в 1909 году, приступил к врачебной практике. В том же году был привлечён Одесским военно-окружным судом в качестве обвиняемого по каторжной статье и был вынужден эмигрировать за границу. Работал в Париже в терапевтической клинике и одновременно в Пастеровском институте под руководством И. И. Мечникова. В 1911 году переехал в Берлин, где начал специализироваться на заболеваниях лёгких. В это же время начал заниматься научной деятельностью.
После прекращения дела военно-окружным судом в 1912 году вернулся в Одессу. До 1914 года работал в амбулатории Общества борьбы с туберкулёзом и в диагностической клинике Новороссийского университета. Был одним из организаторов первого в Одессе туберкулёзного диспансера и первого туберкулёзного санатория Всероссийской лиги борьбы с туберкулёзом. В 1914 году был мобилизован в армию, служил старшим ординатором полевого подвижного госпиталя на Кавказском фронте, был награждён. После Февральской революции 1917 года вернулся в Одессу, где был членом санитарного совета Румынского фронта, начальником медчасти Одесского комитета Всероссийского союза городов, членом президиума областного комитета по борьбе с эпидемиями, членом Одесского отделения Всероссийской лиги борьбы с туберкулёзом, заведующим отделом борьбы с туберкулёзом Одесского губздрава. В 1920 году назначен главным врачом Клинической больницы имени Роберта Коха.
В 1921 году организовал Одесский научно-исследовательский туберкулёзный институт Наркомздрава Украины, с 1924 года руководил научной частью реогранизованного одесского Института туберкулёза. Одновременно с 1922 года доцент (затем профессор) и заведующий основанной им клиники туберкулёза Одесского государственного медицинского института, на основе которой в 1923 году организовал и возглавил первую в СССР кафедру туберкулёза, которой заведовал до выхода на пенсию в 1955 году. Кафедра функционировала как часть Института туберкулёза, на её основе для студентов мединститута проводился фтизиатрический цикл. Был членом учёного Совета при Наркомздраве Украины. В 1933 году входил в номинационный совет Нобелевского комитета.
В годы Великой Отечественной войны — начальник медицинской части и консультант эвакогоспиталей в Кисловодске (1941—1942), Боржоми (1942—1943), Ташкенте (1943—1944) и Москве (1944—1945).
В 1920—1955 годах жил в Одессе на улице Пастера, дом № 20 (угол Ольгиевской).
Основные научные труды в области патогенеза, семиотики, диагностики и фармакотерапии туберкулёза лёгких, а также нетуберкулёзных заболеваний лёгких.

## Семья
- Дочь — Анна Дмитриевна Рабинович (11 января 1900, Одесса — 1976, Массачусетс), актриса (сценический псевдоним Морозова), с 1932 года была замужем за биохимиком Евгением Исааковичем Рабиновичем[13].
  - Внуки — Виктор Рабинович (англ. Victor Rabinowitch, 1934—2019), зоолог и научный администратор[14][15], вице-президент фонда Макартуров[16]; Александр Рабинович (род. 1934), историк-советолог.
- Брат — режиссёр Давид Львович Морской[17].
- Двоюродные братья — Яков Соломонович Меерзон, хирург-трансфузиолог; Дмитрий Соломонович Меерсон (1900—1993), инженер-архитектор; Иона Эммануилович Якир, командарм 1-го ранга. Сын двоюродной сестры — писатель и дипломат Давид Григорьевич Штерн.

## Публикации
- Реакция Pirquet, её диагностическое, прогностическое и эпидемиологическое значение. Одесса: Всеукраинское государственное издательство. Научная секция. Одесское отделение, 1921.
- Туберкулёз и жилище // Профилактическая медицина. 1922. № 4-5.
- Проф. Д. Л. Меерсон. Туберкулёз и умственный труд. Д-р Л. М. Чацкий. Туберкулёз и одесское студенчество (К туберкулёзному трёхдневнику). Одесса: Культотдел Исполпрофбюро Медина, 1924.
- К вопросу о прижизненной анатомической характеристике туберкулёзного процесса // Одесский медицинский журнал. 1928. № 2.
- Социально-гигиенические вопросы туберкулёза. Под редакцией профессора Д. Л. Меерсона. Одесса, 1933.
- Регулирование искусственного пневмоторакса // Вопросы туберкулёза. 1934. № 3.
- О перибронхитах // Клиническая медицина. 1939. № 2-3.
- О трёхфазном течении экссудативных плевритов // Советский врачебный журнал. 1940. № 10.